# De Afrikaanse
De Afrikaanse is een bronzen beeldhouwwerk van de Belgische beeldhouwer George Grard (Doornik 1901- Koksijde 1984) uit 1957 - 1958. Het werk behoort tot de collectie van het Koninklijk Museum voor Schone Kunsten Antwerpen, waar het inventarisnummer 3018 draagt.

## Context
Met De Afrikaanse uit 1957- 58 vindt er een kentering plaats in het oeuvre van George Grard (1901-1984), in wiens sculpturen tot eind jaren ’50 een volrond mediterraans vrouwentype te herkennen valt. Met dit werk geeft hij definitief de voorkeur aan meer tengere, gespierde figuren; een wending die reeds aangekondigd werd door eerdere beelden zoals De Muzikanten, De Fluitspeelster, Gebogen Vrouw en Vrouw met de handen op de heupen. Bij deze laatste twee werken experimenteert de kunstenaar reeds met tussenruimtes in de vormen, terwijl hij voordien een eerder gesloten vorm hanteerde. Met De Afrikaanse slaat hij echter definitief een nieuwe weg in die typerend zou blijken voor de rest van zijn latere oeuvre. Grard kiest ervoor vanaf dit moment meer slanke, uitgelengde figuren voor te stellen en betrekt ook bewust de omringende ruimte in zijn sculptuur. Hierdoor worden de vormen complexer zoals ook in De Afrikaanse te observeren valt: de kunstenaar maakt gebruik van alle lichtdoorgangen die haar lichaam in deze pose creëert en probeert de vorm niet gebald te houden zoals voordien. Interessant is dat de originele foto waarop het Afrikaanse model te zien is, bewaard is gebleven waardoor een vergelijking mogelijk is. De houding is zeer gelijkaardig, maar het lichaam en vooral de ledematen zijn verdund en zelfs wat vervormd.

## Beschrijving
De Afrikaanse staat fier rechtop en stevig op haar benen, kijkt zelfzeker vooruit en brengt haar handen samen onder haar buik. Haar voeten lijken stevig op de grond geplant, maar van naderbij is te zien dat de tenen van haar linkervoet een beetje loskomen van de dunne, rechthoekige plaat waar ze op staat, waardoor ze toch een beetje lijkt te wiebelen. Haar bekken staat wat gekanteld, haar buik is naar voren gehouden en haar schouders hellen achterover waardoor er een duidelijke S-lijn ontstaat in haar rug. De drang naar verticalisme en een stuwende, opwaartse beweging is hier onmiskenbaar. Niet alleen qua vormelijkheid maar ook inhoudelijk is er een transformatie zichtbaar: waar Grards vrouwenfiguren voordien in zichzelf gekeerd en timide leken, straalt deze vrouw zelfbewustheid en durf uit.
Grard noemde het werk zelf ook wel Anasthasie, naar het model Anasthasie Kosoagna, die in 1957 poseerde voor de kunstenaar in Stanleyville, Congo. Deze reis kwam niet toevallig tot stand: het beeld werd besteld door de Belgische Staat voor het Congo-paviljoen op de wereldtentoonstelling in 1958. De beeldhouwer trok een maand naar Afrika om er een model te zoeken en ter plaatse voorstudies te maken. Één ontwerp, Anasthasie of ook wel De Kleine Afrikaanse genoemd, een sculptuur van 66 cm hoog, werkte Grard samen met Van Mieghem uit tot de meer dan levensgrote figuur van De Afrikaanse. Samen vergrootten ze het gipsen beeld dat Grard meebracht uit Stanleyville tot een meer monumentalere versie. De verschillen tussen beide werken zijn vrij klein. Haar gezicht en handen zijn in het grote exemplaar meer uitgesproken vormgegeven en de sokkel waar ze op staat, is dunner. Met De Afrikaanse kiest de kunstenaar er ook voor om zijn productieproces aan te passen doordat hij zocht naar een techniek die bij het gieten nog dichter de textuur kon volgen. Aldus laat hij het beeld uitvoeren volgens de techniek van de verloren was. In België werd dit proces voornamelijk voorbehouden voor kleinere beelden, waardoor Grard zijn heil zocht in het Zwitserse Mendrisio. De kunstenaar laat het brons bewust ruwer doordat hij de sporen van het productieproces minder wegwerkt. De vlakken zijn dus minder egaal en expressiever.

## Materiële aspecten

### Afmetingen
180 x 50 x 40 cm

### Signaturen
Achterkant voetstuk. Transcriptie: Grard G.

## Provenance
Aangekocht door het KMSKA van de kunstenaar in 1966.

## Referentielijst
1. ↑  Marcel Van Jole en Marie-Anne Gheeraert, Georges Grard – Monografie (Brugge: Stichting Kunstboek, 1995): 32, 123-124.
2. ↑  Marcel Van Jole en Marie-Anne Gheeraert, Georges Grard – Monografie (Brugge: Stichting Kunstboek, 1995): 238.
3. ↑  Marcel Van Jole en Marie-Anne Gheeraert, Georges Grard – Monografie (Brugge: Stichting Kunstboek, 1995): 124.